# Vilmitar
Vilmitar es una variedad cultivar de ciruelo (Prunus domestica), de las denominadas ciruelas europeas.
Una variedad de ciruela criada en 1964 en el Centro de Investigación Polli Garden, Tartu, como cruce de 'Wilhelmine Späth' x 'Tartu kaunitar'.
Las frutas de tamaño mediano de forma redondeada, su epidermis con un color principal amarillo oscuro, cubierto de sobre color rosado, ligeramente asimétrica, y pulpa de color  amarillo oscuro, textura blanda, sabor aromático, agradable agridulce. Tolera las zonas de rusticidad según el departamento USDA, de nivel 5 a 8.

## Historia
'Vilmitar' variedad de ciruela europea que fue obtenida en 1964 por los investigadores Arthur Jaama y Eevi Jaama en el Centro de Investigación Hortícola Polli, dependiente del "Departamento de Ciencias de la Vida" de la Universidad de Tartu, siendo el resultado del cruce efectuado de 'Wilhelmine Späth' como "Parental Madre" x  polen de 'Tartu kaunitar' como "Parental Padre".
Variedad descrita por: Kask, 1984, 1992; A. ja E. Jaama, 1990. Para el nombre de la variedad, se ha utilizado la ortografía de los nombres de las variedades según las normas del idioma estonio. Solicitud de registro de la variedad el 03.05.2004, y registrada como variedad en 2011.

## Características
'Vilmitar' es un árbol de porte erguido, es de mediana altura. Rendimiento medio, se auto fertiliza satisfactoriamente con su propio polen. El mejor polinizador es 'Emma Leppermann'. Resistencia media al invierno. Buena resistencia a las enfermedades comunes del ciruelo. Susceptible a la mancha plateada y al tizón de los frutos de hueso. Las ciruelas maduras tienden a caerse y, en algunos años, el tamaño de la fruta puede ser desigual. Flor rosada, que tiene un tiempo de floración que comienza a partir del 21 de abril con el 10% de floración, para el 26 de abril tiene una floración completa (80%), y para el 3 de mayo tiene un 90% de caída de pétalos.
'Vilmitar' tiene una talla de tamaño medio, redondeada, su epidermis con un color principal amarillo oscuro, cubierto de sobre color rosado, ligeramente asimétrica, recubierta de abundante pruina, fina; sutura con línea poco visible, de color algo más oscuro que el fruto; pedúnculo de longitud mediano, fuerte, con una longitud promedio de 11.05 mm; pulpa de color amarillo oscuro, textura blanda, sabor aromático, agradable agridulce.
Hueso semi adherente, grande, alargado, asimétrico, con el surco dorsal muy ancho y profundo, los laterales más superficiales, zona ventral poco sobresaliente, superficie rugosa.
Su tiempo de recogida de cosecha se inicia en su maduración a mediados de agosto.

## Usos
Se usa comúnmente como postre fresco de mesa buena ciruela de postre de fines de verano. Tiene también aplicaciones culinarias.